# Jørgen Heller Andersen
Jørgen Heller Andersen (født 4. oktober 1919 på Frederiksberg, død 23. september 2006) var en dansk atlet medlem af Københavns IF. 
Heller Andersen blev politibetjent 1942 og var blandt de 1.960 danske politifolk, der blev arresteret 19. september 1944 og overført til den tyske koncentrationslejrer Buchenwald 29. september eller 5. oktober efter først at have været i Neuengamme. 16. december 1944 blev han sammen med 1604 andre politifolk flyttet til Mühlberg efter at de have fået status som krigsfanger. Han blev overflyttet til Frøslevlejren i slutningen af marts 1945. 11 april blev han gift med Grethe Offersen. Efter en kort bryllupsceremoni i Frøslev, tog bruden toget tilbage til Århus. Han blev transporteret til København af Røde Kors hvide busser i maj 1945. Han arbejde frem til pensionen i 1977 som politiassistent i København.
Heller Andersen blev nummer syv på 800 meter på EM 1946 i Oslo med tiden 1.53,7. Han satte i 1946 dansk rekord på 1 mile med 4,15,4 og fire gange i stafetløb. Han vandt aldrig et individuelt Danmarks mesterskab men syv i stafetløb. Han nåede seks landskampe. Han var formand for Københavns IF 1983-1987. Han deltog som leder/træner for det danske hold ved OL i Mexico City 1968 og EM 1974 i Rom. 

## Internationale mesterskaber
- 1946 EM 7. plads 1,53,7

## Danske mesterskaber
- Bronze 1950 800 meter 1,55,3
- Bronze 1949 800 meter 1,57,1
- Sølv 1947 800 meter 1:55,6
- Sølv 1947 400 meter hæk 56,0
- Sølv 1942 1500 meter 3,59,8

## Personlige rekorder
- 400 meter hæk: 56,0 1947
- 400 meter: 50,7 1946
- 800 meter: 1:51,8 Østerbro 10. august 1947
- 1000 meter: 2:29,2 Østerbro, 23. juni 1944
- 1500 meter: 3:53,4 Malmø 23. juli 1946
- 1 mile: 4:15,4 København 13. juli 1946